# San Mauro Forte
San Mauro Forte é uma comuna italiana da região da Basilicata, província de Matera, com cerca de 2.306 2001 habitantes. Estende-se por uma área de 86,89 km², tendo uma densidade populacional de 26,5 hab/km². Faz fronteira com Accettura, Craco, Ferrandina, Garaguso, Oliveto Lucano, Salandra, Stigliano.

## Demografia
| Variação demográfica do município entre 1861 e 2011                               |
|                                                                                   |
| Fonte: Istituto Nazionale di Statistica (ISTAT) - Elaboração gráfica da Wikipedia |